# ベルグソン・グスタヴォ・シウヴェイラ・ダ・シウヴァ
ベルグソン（Bergson）こと、ベルグソン・グスタヴォ・シウヴェイラ・ダ・シウヴァ（Bergson Gustavo Silveira da Silva、1991年2月9日 - ）は、ブラジル・リオグランデ・ド・スル州アレグレテ出身のサッカー選手。ポジションはフォワード。ジョホール・ダルル・タクジム所属。
Kリーグ時代の登録名はベルソン（ハングル: 베르손）。

## 経歴

### グレミオ
2006年にグレミオでキャリアをスタートさせた。しかし経験不足と国内サッカー界でより評判の高い選手たちとの競争により、チーム内でほとんどチャンスを得られなかった。

### 水原三星ブルーウィングス
2011年1月1日、Kリーグ・水原三星ブルーウィングスに期限付き移籍をした。

### ヴィラ・ノヴァ
2011年7月1日、ヴィラ・ノヴァFCへ期限付き移籍した。

### イピランガ
2012年2月1日、イピランガFCへ期限付き移籍した。

### SCブラガB
2012年7月1日、SCブラガBに期限付き移籍した。

### ジュベントゥージ
2013年1月1日、ECジュベントゥージに期限付き移籍した。

### ポルトゥゲーザ
2013年8月1日、ポルトゥゲーザに期限付き移籍した。

### シャペコエンセ
2014年1月1日、シャペコエンセに期限付き移籍した。

### 釜山アイパーク
2015年1月6日、釜山アイパークに期限付き移籍した。

### ナウチコ
2015年7月10日、ナウチコに期限付き移籍した。
2016年1月28日、長い間レンタル移籍を繰り返してきたが、ついにグレミオを離れ、ナウチコにフリーで移籍した。

### パイサンドゥ
2017年1月19日、パイサンドゥSCにフリー移籍した。

### アトレチコ・パラナエンセ
2018年1月1日、アトレチコ・パラナエンセにフリー移籍した。

### セアラー
2019年4月26日、セアラーSCに移籍した。

### フォルタレーザ
2020年10月15日、フォルタレーザECに移籍した。

### ジョホール・ダルル・タクジム
2021年3月2日、マレーシア・スーパーリーグ・ジョホール・ダルル・タクジムFCへ期限付き移籍した。
2021年5月19日、ジョホール・ダルル・タクジムFCに完全移籍した。

## タイトル
グレミオ
- カンピオナート・ガウショ: 2010

パイサンドゥ
- カンピオナート・パラエンセ: 2017

アトレチコ・パラナエンセ
- コパ・スダメリカーナ: 2018

セアラー
- コパ・ド・ノルデスチ: 2020

ジョホール・ダルル・タクジム
- マレーシア・スーパーリーグ: 2021
- スルタン・ハジ・アフメド・シャー・カップ: 2022